# Mary Hardwick

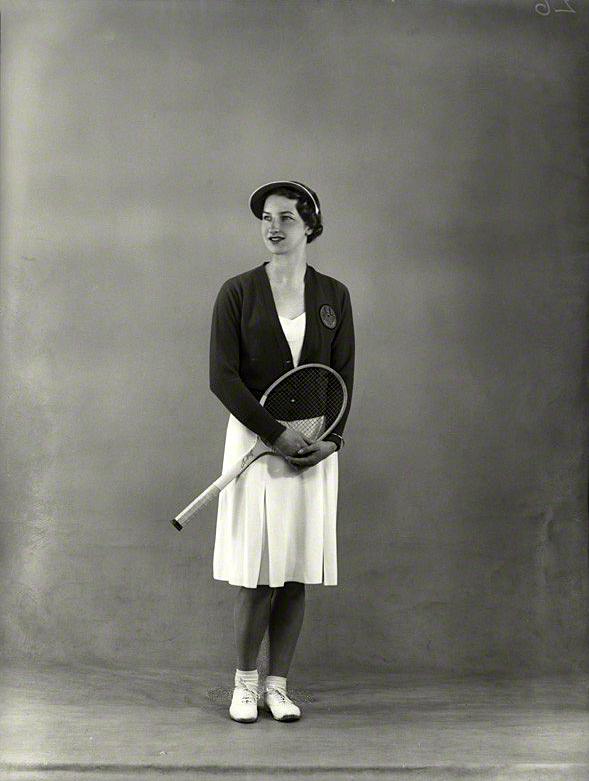
Mary Hardwick (1935)

Ruth Mary Hare (geborene: Hardwick) (* 8. September 1913; † 18. Dezember 2001) war eine britische Tennisspielerin der 1930er Jahre.
Sie entstammt einer Tennis-liebenden Familie und hatte daher bereits früh mit dem Spielen begonnen.
Zu ihren Erfolgen gehören die Skandinavien-Meisterschaften (drei Mal) sowie ein französischer Hallen-Titel. Sie war im Halbfinale amerikanischen Tennismeisterschaften in Forest Hills (Vorläufer der US. Open). In den Jahren 1936, 1937 und 1939 war sie Mitglied des Wightman-Cup-Teams.
Mit Beginn des Zweiten Weltkrieges wurde sie Beraterin der Firma Wilson Sporting Goods. Dadurch kam sie in die USA, wo sie den britischen Davis-Cup-Spieler und US-Open-Schiedsrichter Charles Hare (* 16. Juli 1915; † 18. November 1996) kennenlernte. Das Paar heiratete 1943 und lebte lange Zeit in Chicago, aber sie hatte immer ein Haus in Wimbledon.
Sie reiste auch viel mit anderen Sportlern durch Amerika, um den Tennissport bekannt zu machen. Sie reiste zunächst mit Alice Marble und später mit Bill Tilden, Bobby Riggs, Don Budge und Jack Kramer.
Mary Hare schrieb auch für verschiedene Zeitschriften, so für Lawn Tennis and Badminton und World Tennis. 1939 veröffentlichte sie mit den Tennisspielern Joan Fry und Stanley N. Doust das Buch Lawn Tennis: How to Master the Strokes.
Ihr Bruder Derek Hardwick war Vorsitzender der Lawn Tennis Association und später Präsident  der International Tennis Federation.